# Connor Hall
Le Connor Hall est un bâtiment américain à Santa Fe, dans le comté de Santa Fe, au Nouveau-Mexique. Construit dans le style Pueblo Revival en 1927-1928, ce dortoir de la New Mexico School for the Deaf est inscrit au Registre national des lieux historiques depuis le 22 septembre 1988.
Le 1er juillet 2024, il rejoint Port Vale.